# Mena (woreda)
Pour les articles homonymes, voir Mena.
Mena ou Dolo Mena (ou encore Delo Menna[réf. souhaitée]) est un woreda du sud de l'Éthiopie situé dans la zone Bale de la région Oromia. Il compte 89 670 habitants en 2007. Il porte le nom de son chef-lieu, Mena, ou des variantes de ce nom.

## Situation
Situé dans la zone Bale et desservi par des routes secondaires à plus d'une centaine de kilomètres au sud de Robe, le woreda Mena s'étend pour l'essentiel au sud de la forêt d'Harenna et appartient au bassin versant de la Ganale Dorya[réf. souhaitée].
Son chef-lieu, Mena, porte aussi le nom de Dolemena sur les cartes.
|              | Goba        | Berbere    |
| Harena Buluk | Mena        | Guradamole |
|              | Meda Welabu |            |

## Histoire
Créé au plus tard en 2007, le woreda Mena reprend la partie orientale de l'ancien woreda Mennana Harana.

## Population
D'après le recensement national réalisé en 2007 par l'Agence centrale de la statistique d'Éthiopie, le woreda compte 89 670 habitants et 12 % de sa population est urbaine.
La plupart des habitants (93 %) sont musulmans et près de 7 % sont orthodoxes.
Avec 10 660 habitants en 2007, Mena est la seule agglomération du woreda.
En 2022, la population du woreda est estimée à 132 559 personnes avec une densité de population de 27 personnes par km2 et 4 893 km2 de superficie.